# Holothuria floridana
Holothuria floridana är en sjögurkeart som beskrevs av Pourtales 1851. Holothuria floridana ingår i släktet Holothuria och familjen Holothuriidae. Inga underarter finns listade i Catalogue of Life.